# Pollare
En pollare är en låg, upprest och i marken permanent fäst konstruktion liknande en påle eller stolpe. Pollare används bland annat för att förtöja fartyg vid en kaj eller som fysiskt väghinder. Pollare finns även ombord på fartyg avsedd för att göra fast förtöjningstross och liknande grövre tågvirke.
Pollare i plast eller trä kan placeras vid övergångsställen och via taktila symboler ge synskadade information om på vilken sida om pollaren man ska gå och i vilken riktning och hur många körfält och refuger man ska passera.
En pollare placerad i en in- eller utgång kan förbättra flödet av människor, vilket kan vara livsavgörande vid en utrymning. Orsaken är att pelaren tvingar en enskild ström av människor att delas upp i två strömmar och förhindrar stockning i öppningen så att det går fortare för alla att komma ut.

## Galleri

Exempel på pollare
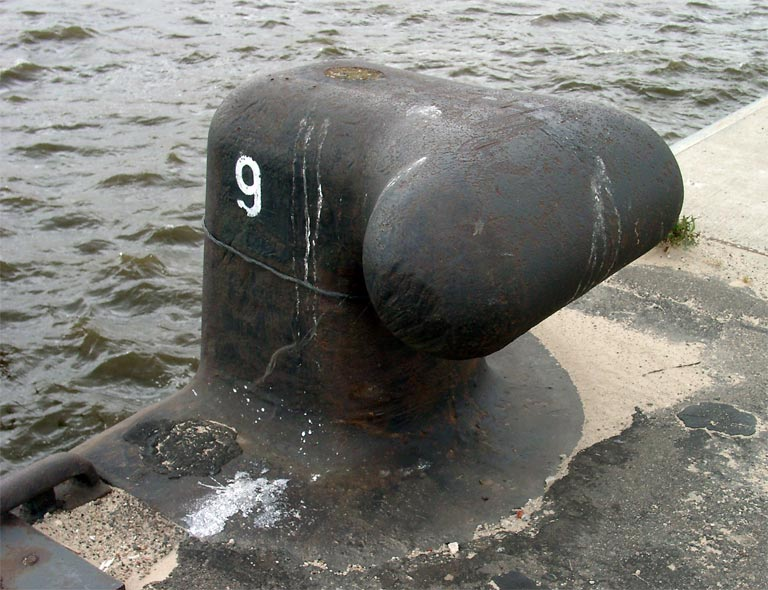
Pollare på en kaj
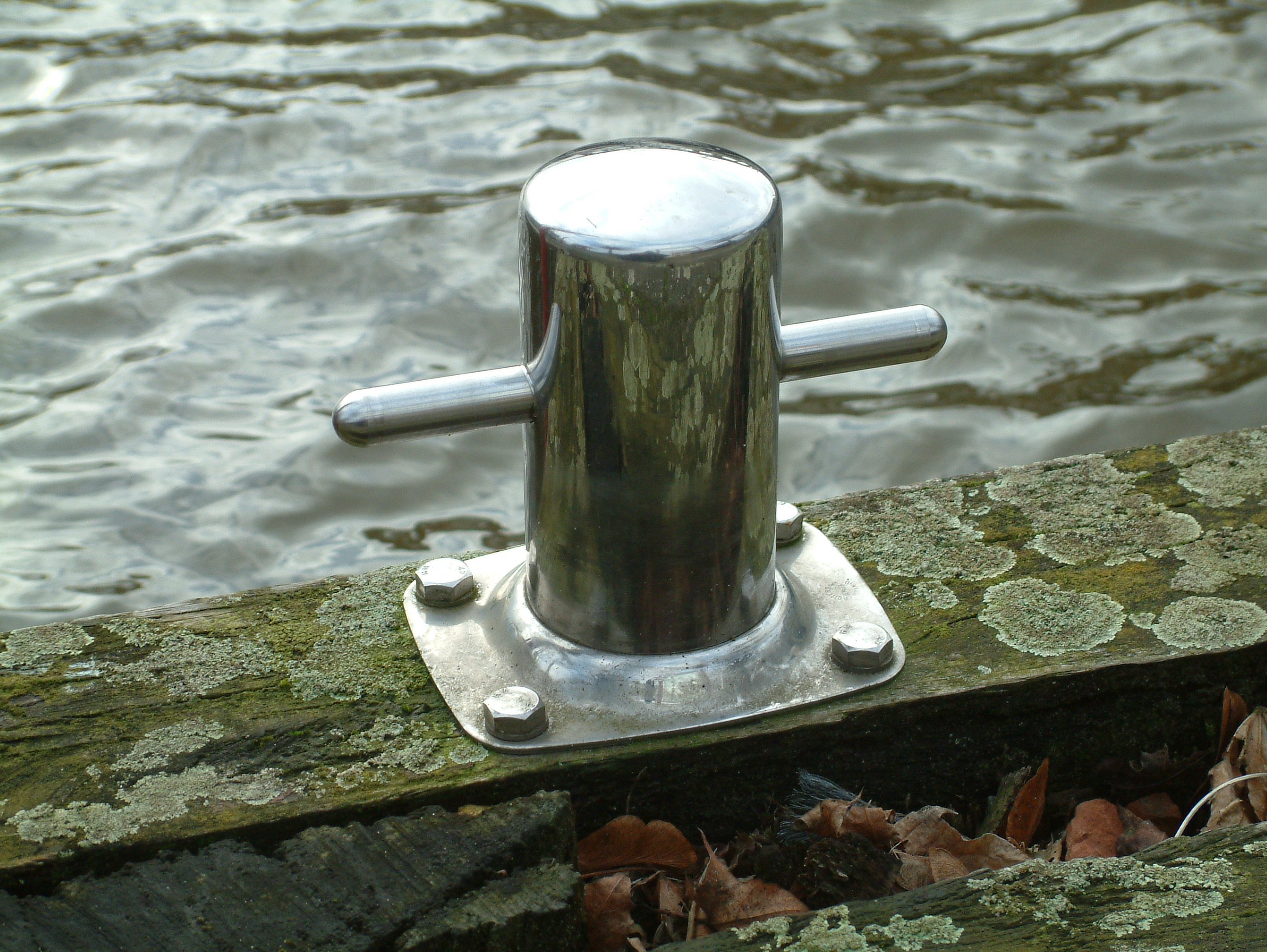
Pollare på en kaj
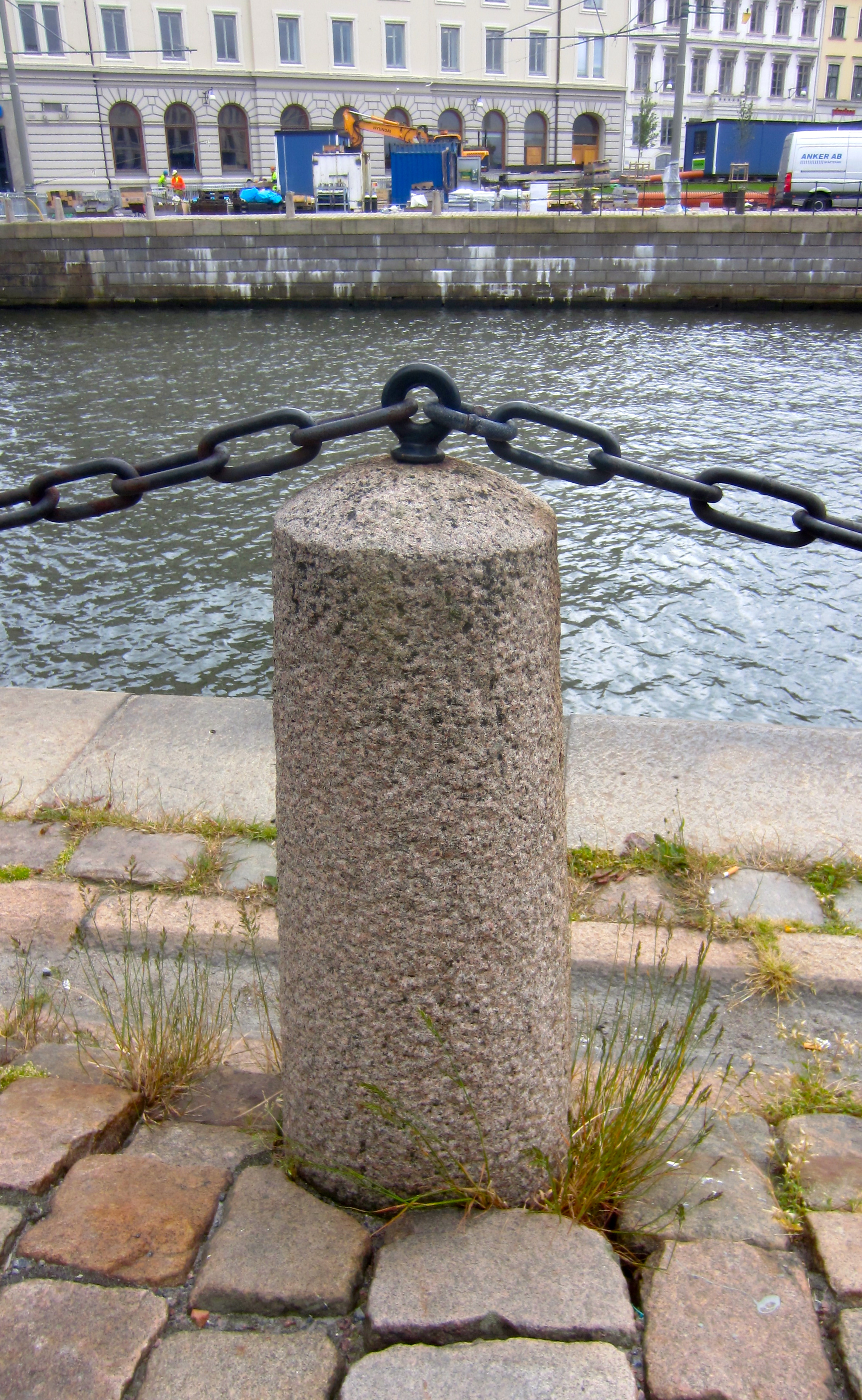
Pollare som kedjestolpe vid Stora Hamnkanalen, Göteborg.
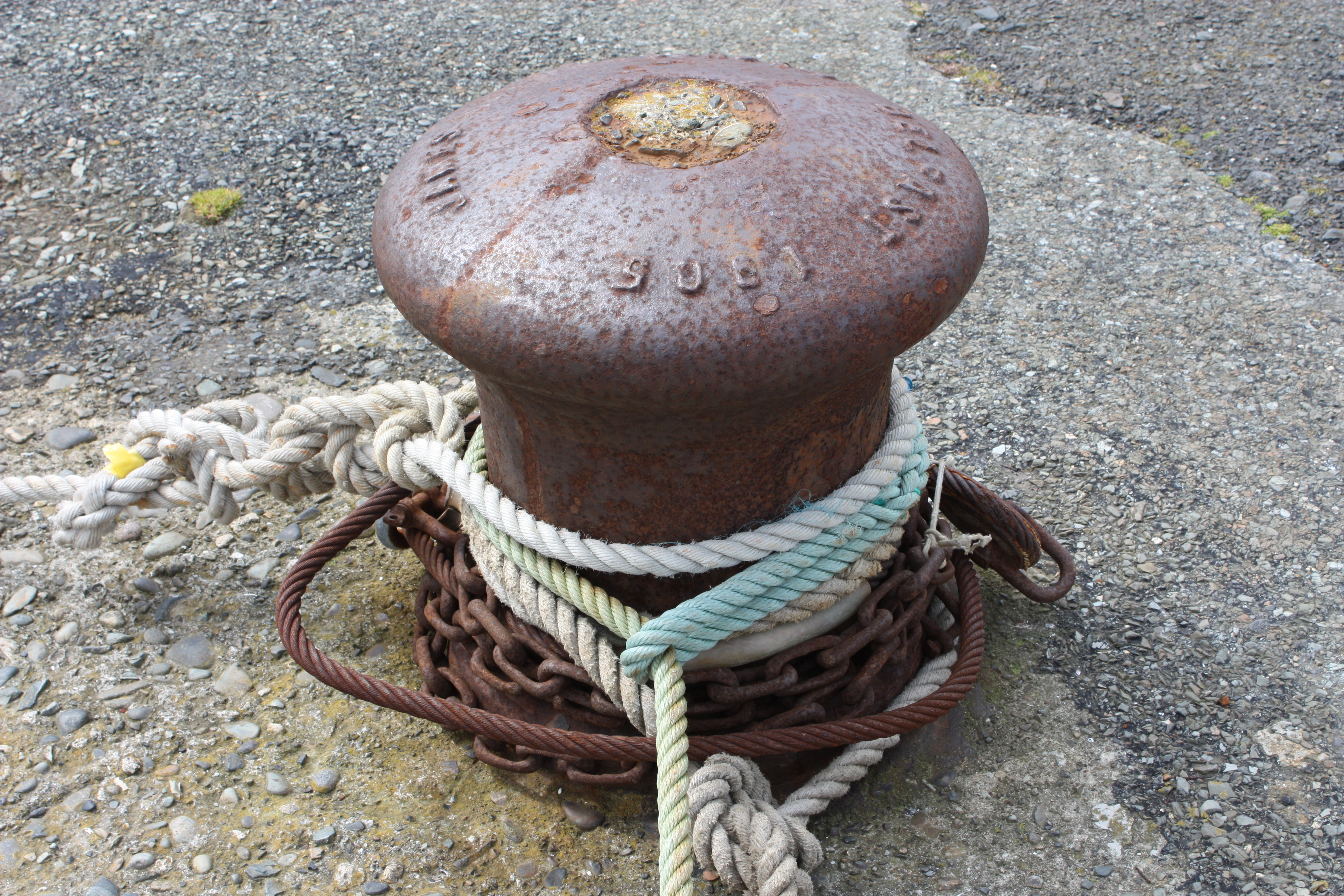
Pollare på en kaj
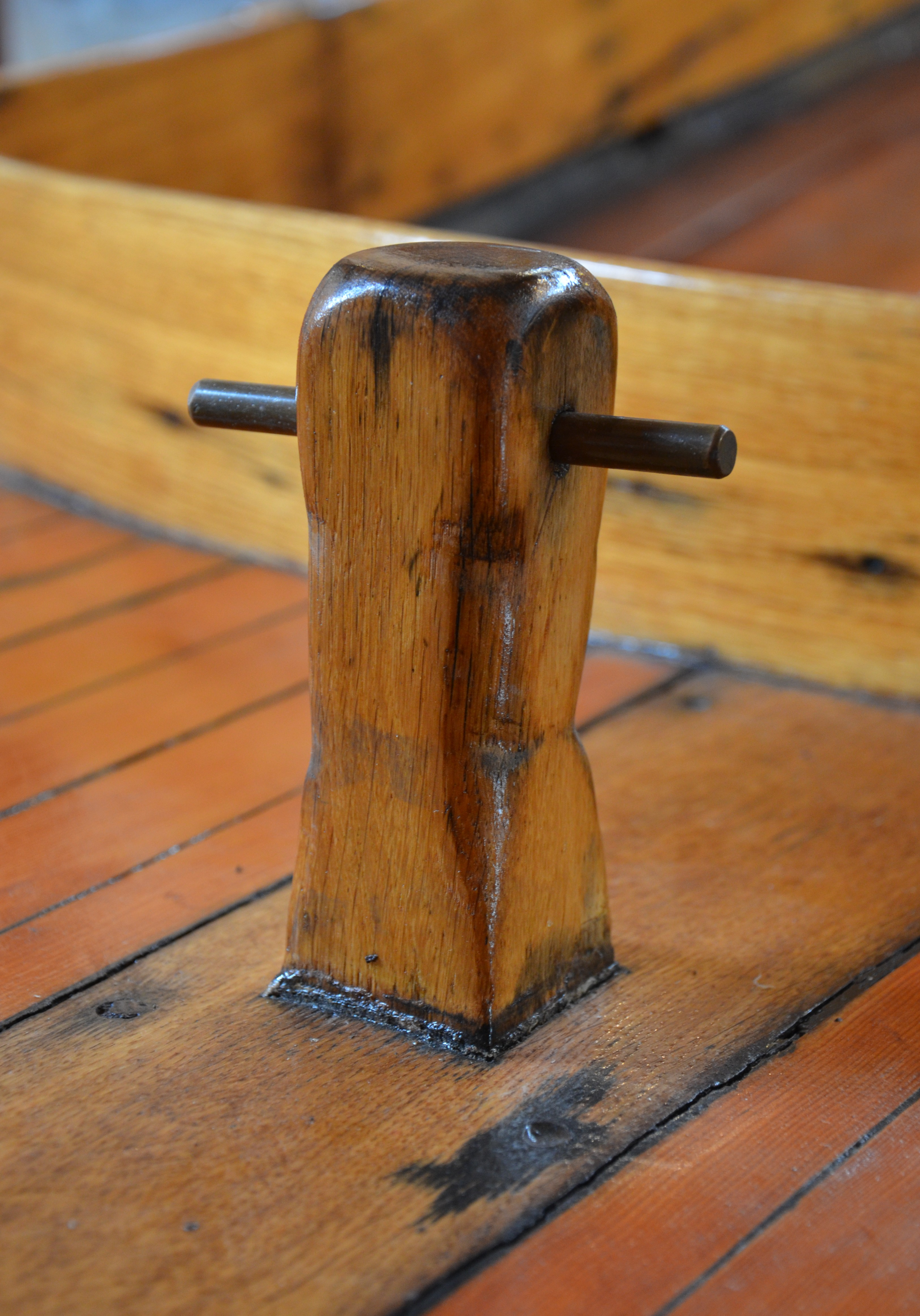
Pollare på motorseglaren Lisen på Bohusläns museum
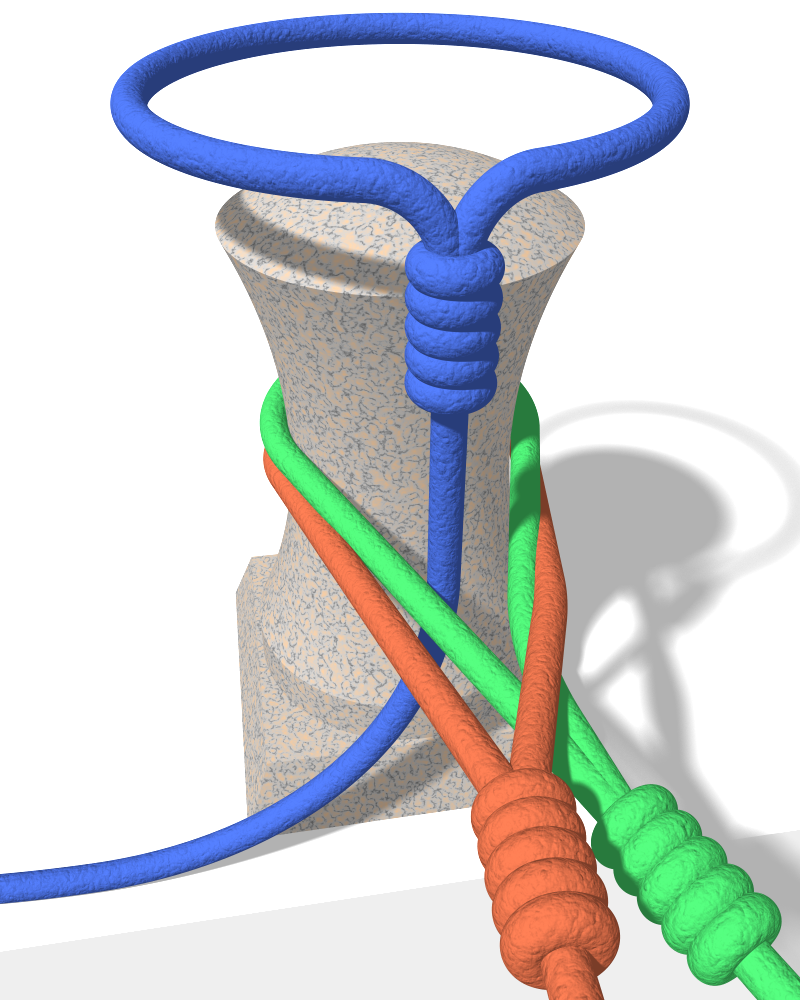
När flera fartyg förtöjs vid samma pollare sticker den senast anlända båten förtöjningslinan underifrån genom de andras öglor.
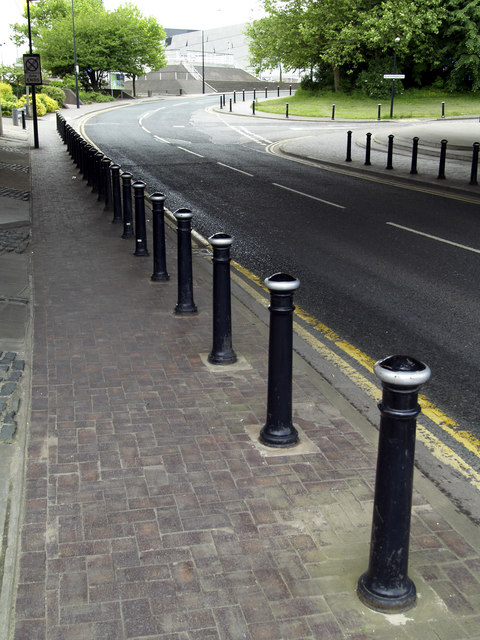
Trafikpollare
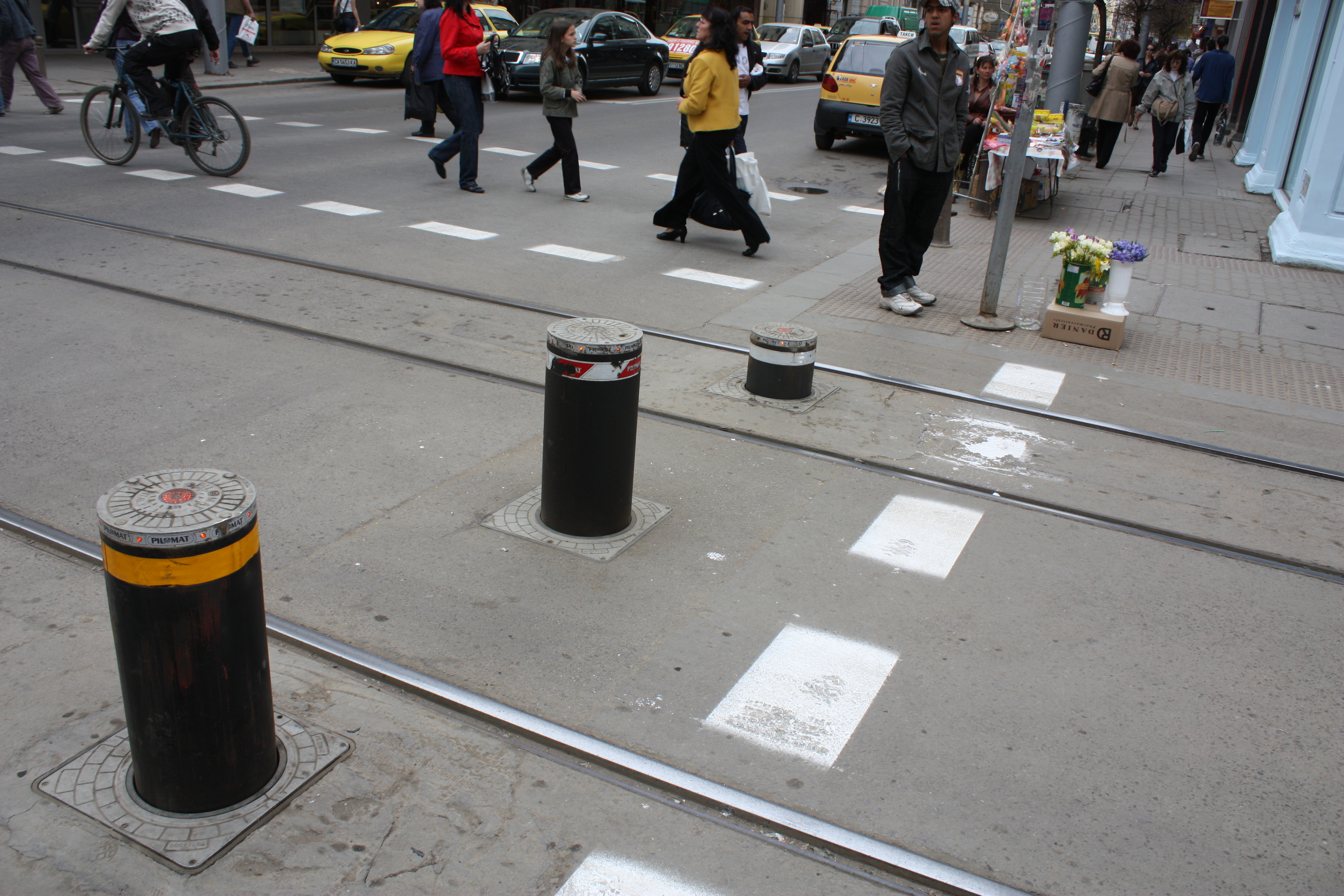
Höj- och sänkbara trafikpollare.
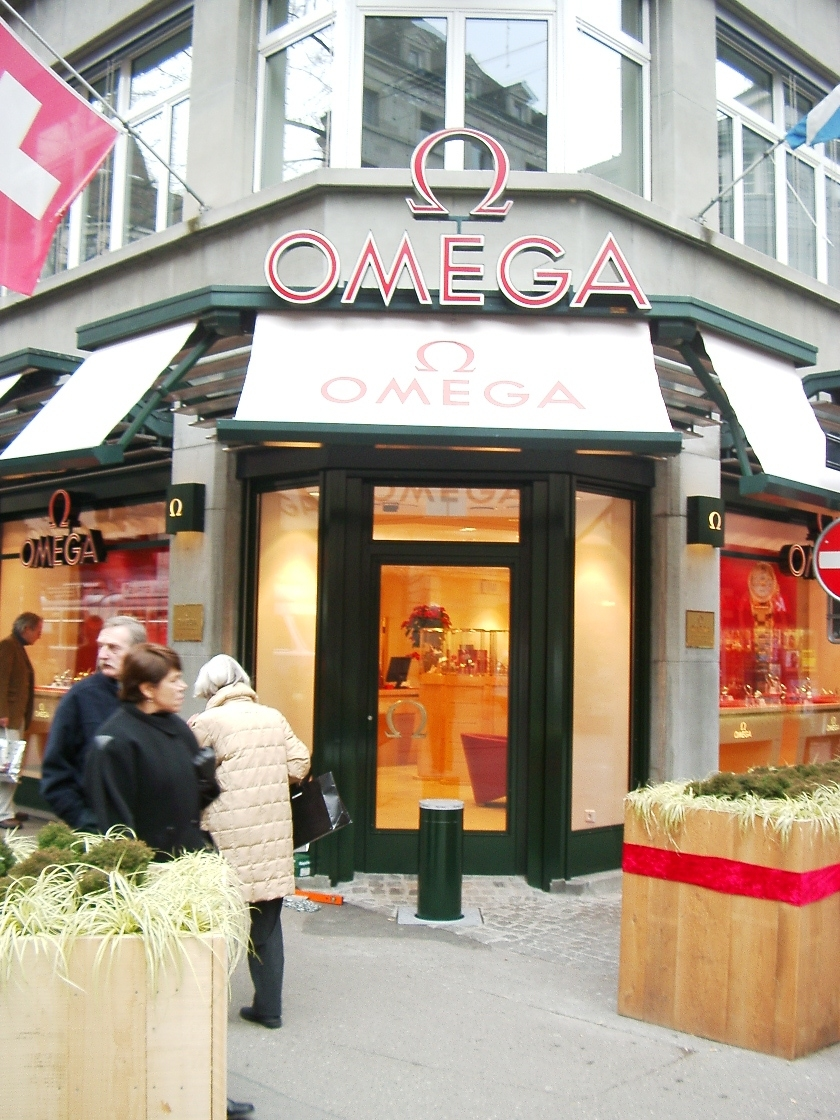
Fordonsramningsskydd
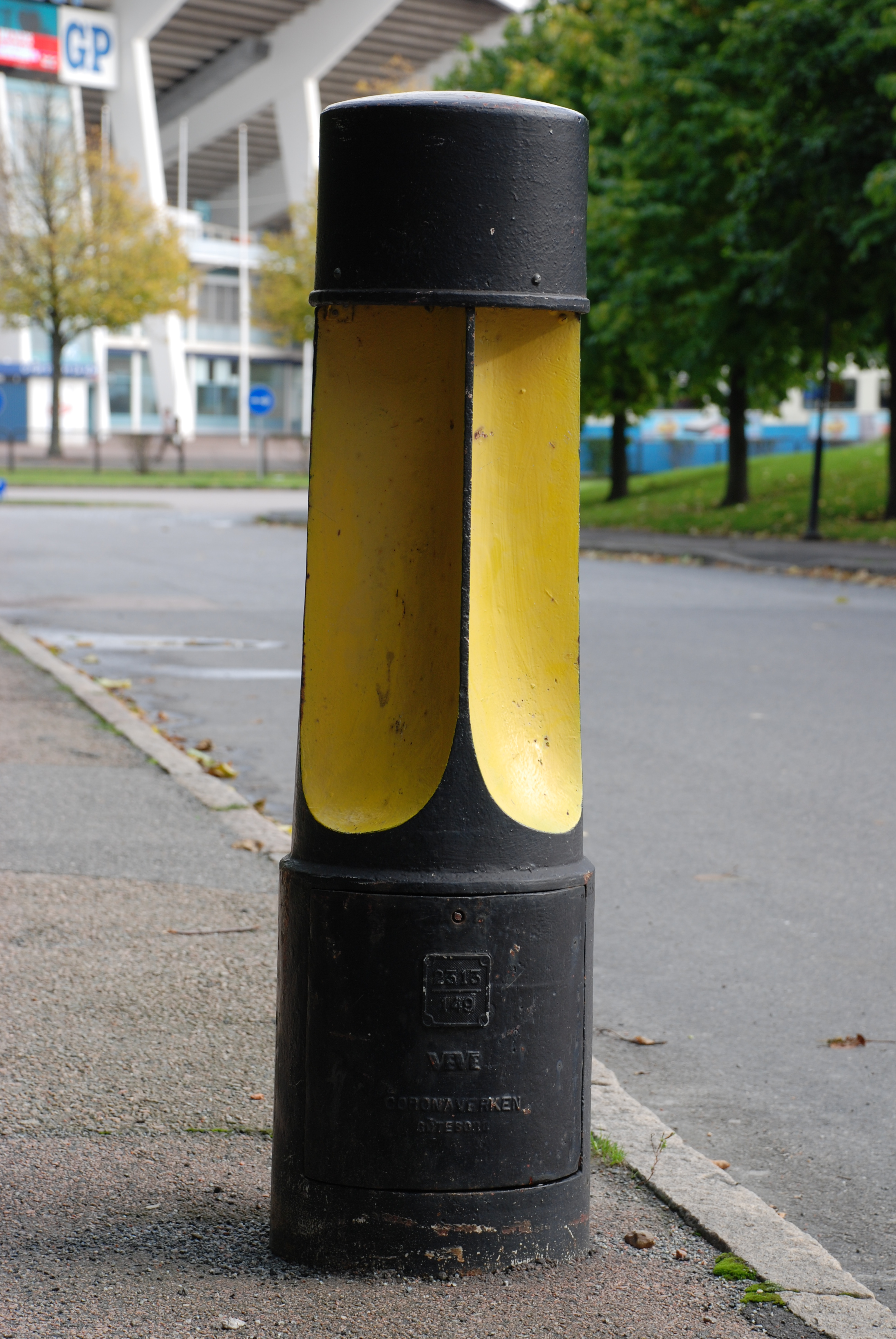
Fontellare framför polishuset i Göteborg.